# トーマス・ラーベ

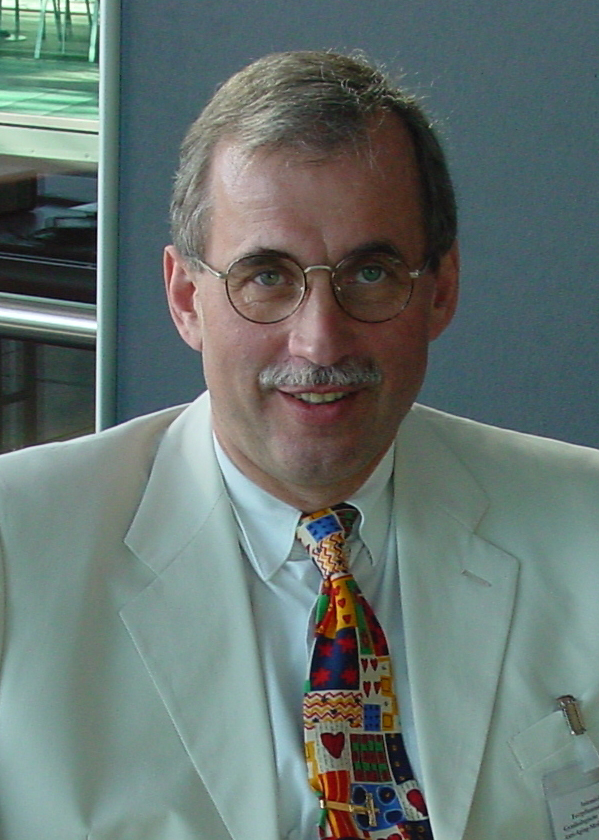
Thomas Rabe 2008

トーマス・ラーベ（Thomas N. Rabe、1951年2月8日 - ）は、ドイツ人の医師・研究者。ハイデルベルク生まれ。
ハイデルベルク大学の婦人科学・産科学教授として、ハイデルベルク大学附属病院に勤務している。
婦人科学の中にいろいろな学術書を書いた。更に、トーマス・ラーベはジョン・ラーベの孫で、日本と中国の過去の克服が良くなるの応援するを巡って、「John Rabe Communication Centre」というNPOを設けた。また彼は、オーストリア海外奉仕の国際会議のメンバーでもある。